# Otto Schwab
Pour les articles homonymes, voir Schwab.
Otto Schwab est un joueur de football et entraîneur allemand, né avant 1916 et mort après 1941.
Il est connu comme entraîneur au FV Phönix Kaiserslautern, et au FC Mulhouse de 1940 à 1941. Il mène cette seconde équipe au titre de champion de Gauliga Elsass.